# Lanceolata
Cet article concerne le clade d'insectes. Pour l'épithète spécifique, voir lanceolatus, lanceolata, lanceolatum.
Infra-ordre
Taxons de rang inférieur
- †Behningioidea
- Leptophlebioidea

Les Lanceolata sont un infra-ordre d'insectes de l'ordre des éphéméroptères et du sous-ordre des Furcatergalia.

## Systématique
L'infra-ordre des Lanceolata a été créé en 1991 par l'entomologiste américain William Patrick McCafferty (d) (1945-).

## Publication originale
- (en) W. P. McCafferty, « Toward a Phylogenetic Classification of the Ephemeroptera (Insecta): a Commentary on Systematics », Annals of the Entomological Society of America, College Park, Société d'entomologie d'Amérique et OUP, vol. 84, no 4,‎ 1er juillet 1991, p. 343-360 (ISSN 0013-8746 et 1938-2901, OCLC 1145791, DOI 10.1093/AESA/84.4.343).